# Fabiano Massimi
Pour les articles homonymes, voir Massimi.
Fabiano Massimi, né le 29 juin 1977 à Modène, est un écrivain italien, lauréat du prix Tedeschi (it) en 2017.

## Biographie
Fabiano Massimi est né et vit à Modène. Après des études à l'université de Bologne, il devient bibliothécaire à la bibliothèque Antonio Delfini de Modène.

## Activité professionnelle
Fabiano Massimi a débuté comme traducteur de livres en anglais, auprès de plusieurs maisons d'éditions. Il a traduit des ouvrages de Julie Kavanagh, Richard Marinick, James Renner, Roger Smith et Kit Whitfield.
En 2017, il publie son premier roman, Il club Montecristo, avec lequel il remporte le prix Tedeschi (it).
En 2020, il publie L'Ange de Munich (titre original L'angelo di Monaco), un roman policier historique, autour de la mort de Geli Raubal, nièce d'Adolf Hitler, avec lequel il remporte la deuxième édition (2020) du concours littéraire Giallo a Palazzo et l'édition 2020 du Prix Asti d'Appello.
En marge de son activité littéraire, il a également publié des articles dans les pages de La Stampa et de  l'Unità.

## Œuvre

### SérieClub Montecristo
- Il club Montecristo, Milano, Il giallo Mondadori Oro n. 26, 2017 Nuova edizione Milano, Mondadori, 2021,  (ISBN 978-88-047-3596-0).
- Vvivi nacosto, 2022

### SérieSiegfried Sauer
- L’angelo di Monaco, Milano, Longanesi, 2020  (ISBN 978-88-304-5400-2) L’Ange de Munich, traduit en français par Laura Brignon, Paris, Albin Michel, 2021, 560 p.  (ISBN 978-2-226-44644-2) ; réédition, Paris, Le Livre de poche, coll. « Policier & thriller » no 36416, 2022  (ISBN 978-2-253-24248-2)
- I demoni di Berlino, Milano, Longanesi, 2021  (ISBN 978-88-304-5720-1) Les Démons de Berlin, traduit en français par Laura Brignon, Paris, Albin Michel, 2023, 473 p.  (ISBN 978-2-226-46866-6) ; réédition, Paris, Le Livre de poche, coll. « Policier & thriller » no 37521, 2024  (ISBN 978-2-253-24945-0)

### Autre roman
- Se esiste un perdono, Milano, Longanesi, 2023